# Styles P
David Styles (New York, 28 november 1974), beter bekend als Styles P, is een Amerikaanse rapper. Hij is lid van The Lox, naast Jadakiss en Sheek Louch. Hij staat bekend om zijn harde teksten en schokkende berichten in zijn muziek.

## Carrière
Styles P begon met rappen samen met Jadakiss en Sheek Louch in 1994, en ze zijn opgegroeid in dezelfde buurt, Yonkers, New York. Het trio ontmoette Mary J. Blige, die zo onder de indruk was van hun taaie straat teksten, dat ze hun demo in de handen gaf van Puff Daddy. Al snel werden ze getekend bij Bad Boy Records, en namen nummers op met Notorious B.I.G. en Puff Daddy. In 1998 kwam zijn groep The LOX met het album Money, Power & Respect, en verliet al snel het label en tekende bij Ruff Ryders. Later werd er een nieuw album uitgebracht van The LOX en Jadakiss' solodebuut, Kiss tha Game Goodbye.
In 2002 bracht Styles P zijn eerste solo-album uit, A Gangster and a Gentleman. Het album bevatte het lied "My Life" met Pharoahe Monch, en het "volkslied" "Good Times", dat was een van de meest besproken nummers van 2002.
In 2003 verschenen Styles P en Jadakiss op "Oz Soundtrack" met het nummer "Some Niggas", dat gaat over het leven in de gevangenis. Het jaar daarop kwam hij met de mixtape Ghost Stories, vrijgegeven alleen in New York. Het omvatte de hit single "Locked Up" van Akon.
In 2005 verscheen hij samen met Jadakiss op de remix van de hit "We Belong Together" van Mariah Carey, en het album The Hip-Hop Violist van Miri Ben-Ari met het nummer "We Gonna Win". Dat jaar maakte hij ook twee nieuwe mixtapes: Ghost in the Shell in het voorjaar van 2005 en Ghost in the Machine eind van het jaar. Styles P is verschenen op verschillende albums van rappers als Jadakiss, DMX en Jin.

## Discografie

### Soloalbums
- 2002: A Gangster and a Gentleman
- 2006: Time is Money
- 2007: Super Gangster (Extraordinary Gentleman)
- 2011: Master of Ceremonies
- 2012: The World’s Most Hardest MC Project
- 2013: Float
- 2014: Phantom and the Ghost
- 2015: A Wise Guy and a Wise Guy
- 2018: G-Host

### The Lox
- 1998: Money, Power & Respect
- 2000: We Are the Streets
- 2016: Filthy America... It's Beautiful

- Bibsys: 12015054
- Bibliothèque nationale de France: cb142306110 (data)
- Gemeinsame Normdatei: 135498597
- International Standard Name Identifier: 0000 0001 2018 9945
- Library of Congress Control Number: no2002082280
- MusicBrainz: 6c81c5d0-5159-4be8-b774-aa8397ed5a93
- Système universitaire de documentation: 082304734
- Virtual International Authority File: 123390669